# Danny Cabezas
Danny Cabezas Bazán (n. Guayaquil, Ecuador; 29 de enero de 1993) es un futbolista ecuatoriano. Juega como centrocampista y su equipo actual es el Manta Fútbol Club de la Serie A de Ecuador.

## Trayectoria

### Inicios
Comenzó en las formativas de Fuerza Amarilla Sporting Club y River Ecuador, desde 2008 hasta 2013. Su debut en el fútbol profesional ecuatoriano fue en 2008, en el torneo provincial de Segunda Categoría del Guayas, cuando jugaba para River Ecuador.

### Vélez Sarsfield
Sus buenas actuaciones en River lo llevaron a ser fichado por Vélez Sarsfield de Argentina en 2014, no llegó a debutar en el primer plantel y solo disputó algunos partidos en la reserva del equipo de Liniers.

### Liga Deportiva Universitaria
A su regreso al país vistió la camiseta de Liga Deportiva Universitaria, con el equipo albo solo disputó cuatro partidos en el segundo semestre de 2014.

### River Ecuador
En su segundo ciclo con el equipo rojo, de 2015 a 2017, jugó en total 49 partidos y marcó dos goles. Logró el ascenso de la Serie B a la Serie A por primera vez en la historia de River.

### Guayaquil Sport
En 2018 jugó con Guayaquil Sport la Segunda Categoría de ese año.

### Atlético Porteño
Para 2019 tuvo un corto paso por el Atlético Porteño en Serie B.

### 9 de Octubre
También 2019 recaló en el histórico 9 de Octubre Fútbol Club, con los octubrinos logró el título de campeón del torneo provincial de Segunda Categoría del Guayas, más tarde ese año consiguió el subtítulo nacional y ascenso a la Serie B. En 2020 ayudó al equipo en la consecución del campeonato de la Serie B y ascenso a la Serie A después de 40 años. En 2021 fue pieza clave en el clasificación a la Copa Sudamericana 2022.

### Independiente del Valle
Para 2022, el campeón 2021 de la Serie A, Independiente del Valle lo ficha por varias temporadas. Con los rayados del valle tuvo su debut internacional en la Copa Libertadores.

### Deportivo Garcilaso
En enero de 2023 fue anunciado como refuerzo del equipo peruano Deportivo Garcilaso, que jugará en la Liga 1 dicho año.

## Selección nacional
El 23 de octubre de 2021 fue incluido por Gustavo Alfaro en la lista de 20 jugadores para disputar el encuentro amistoso ante México el 27 de noviembre.

### Partidos internacionales
Actualizado al último partido disputado el 4 de diciembre de 2021.
| \| N.° \| Fecha \| Ciudad \| Rival \| Resultado \| Resultado \| Competencia \| \| --- \| ---------------------- \| --------- \| ----------- \| --------- \| --------- \| ----------- \| \| 1. \| 27 de octubre de 2021 \| Charlotte \| México \| 3-2 \| Victoria \| Amistoso \| \| 2. \| 4 de diciembre de 2021 \| Houston \| El Salvador \| 1-1 \| Empate \| Amistoso \| |                        |           |             |           |           |             |
| N.° | Fecha                  | Ciudad    | Rival       | Resultado | Resultado | Competencia |
| 1. | 27 de octubre de 2021  | Charlotte | México      | 3-2       | Victoria  | Amistoso    |
| 2. | 4 de diciembre de 2021 | Houston   | El Salvador | 1-1       | Empate    | Amistoso    |

## Estadísticas

### Clubes
Actualizado al último partido disputado el 17 de agosto de 2025.
| Club                                   | Temporada     | Liga  | Liga  | Copas nacionales | Copas nacionales | Copas internacionales | Copas internacionales | Total | Total |
| Club                                   | Temporada     | Part. | Goles | Part.            | Goles            | Part.                 | Goles                 | Part. | Goles |
| -------------------------------------- | ------------- | ----- | ----- | ---------------- | ---------------- | --------------------- | --------------------- | ----- | ----- |
| River Ecuador · Ecuador                | 2008          | 1     | 0     | -                | -                | -                     | -                     | 1     | 0     |
| River Ecuador · Ecuador                | 2009          | 0     | 0     | -                | -                | -                     | -                     | 0     | 0     |
| River Ecuador · Ecuador                | 2010          | 0     | 0     | -                | -                | -                     | -                     | 0     | 0     |
| River Ecuador · Ecuador                | 2011          | 3     | 0     | -                | -                | -                     | -                     | 3     | 0     |
| River Ecuador · Ecuador                | 2012          | 30    | 2     | -                | -                | -                     | -                     | 30    | 2     |
| River Ecuador · Ecuador                | 2013          | 6     | 1     | -                | -                | -                     | -                     | 6     | 1     |
| River Ecuador · Ecuador                | 2014          | 10    | 2     | -                | -                | -                     | -                     | 10    | 2     |
| River Ecuador · Ecuador                | Total club    | 50    | 5     | -                | -                | -                     | -                     | 50    | 5     |
| Vélez Sarsfield Argentina              | 2013-14       | 0     | 0     | 0                | 0                | 0                     | 0                     | 0     | 0     |
| Vélez Sarsfield Argentina              | Total club    | 0     | 0     | 0                | 0                | 0                     | 0                     | 0     | 0     |
| Liga Deportiva Universitaria · Ecuador | 2014          | 4     | 0     | -                | -                | 0                     | 0                     | 4     | 0     |
| Liga Deportiva Universitaria · Ecuador | 2015          | 0     | 0     | -                | -                | 0                     | 0                     | 0     | 0     |
| Liga Deportiva Universitaria · Ecuador | Total club    | 4     | 0     | -                | -                | 0                     | 0                     | 4     | 0     |
| River Ecuador · Ecuador                | 2015          | 13    | 2     | -                | -                | -                     | -                     | 13    | 2     |
| River Ecuador · Ecuador                | 2016          | 24    | 0     | -                | -                | -                     | -                     | 24    | 0     |
| River Ecuador · Ecuador                | 2017          | 12    | 0     | -                | -                | -                     | -                     | 12    | 0     |
| River Ecuador · Ecuador                | Total club    | 49    | 2     | -                | -                | -                     | -                     | 49    | 2     |
| Guayaquil Sport · Ecuador              | 2018          | 22    | 9     | -                | -                | -                     | -                     | 22    | 9     |
| Guayaquil Sport · Ecuador              | Total club    | 22    | 9     | -                | -                | -                     | -                     | 22    | 9     |
| Atlético Porteño · Ecuador             | 2019          | 9     | 4     | 2                | 0                | -                     | -                     | 11    | 2     |
| Atlético Porteño · Ecuador             | Total club    | 9     | 4     | 2                | 0                | -                     | -                     | 11    | 2     |
| 9 de Octubre · Ecuador                 | 2019          | 18    | 10    | 0                | 0                | -                     | -                     | 18    | 10    |
| 9 de Octubre · Ecuador                 | 2020          | 12    | 1     | 0                | 0                | -                     | -                     | 12    | 1     |
| 9 de Octubre · Ecuador                 | 2021          | 27    | 6     | 2                | 0                | -                     | -                     | 29    | 6     |
| Independiente del Valle · Ecuador      | 2022          | 23    | 0     | 9                | 0                | 8                     | 0                     | 40    | 0     |
| Independiente del Valle · Ecuador      | Total club    | 23    | 0     | 9                | 0                | 8                     | 0                     | 40    | 0     |
| Deportivo Garcilaso · Perú             | 2023          | 0     | 0     | 0                | 0                | -                     | -                     | 0     | 0     |
| Deportivo Garcilaso · Perú             | Total club    | 0     | 0     | 0                | 0                | 0                     | 0                     | 0     | 0     |
| 9 de Octubre · Ecuador                 | 2024          | 33    | 5     | 0                | 0                | -                     | -                     | 33    | 5     |
| 9 de Octubre · Ecuador                 | Total club    | 90    | 22    | 2                | 0                | 0                     | 0                     | 92    | 22    |
| Manta F. C. · Ecuador                  | 2025          | 23    | 1     | 1                | 0                | -                     | -                     | 24    | 1     |
| Manta F. C. · Ecuador                  | Total club    | 23    | 1     | 1                | 0                | 0                     | 0                     | 24    | 1     |
| Total carrera                          | Total carrera | 270   | 43    | 14               | 0                | 8                     | 0                     | 292   | 43    |
| 1. 2.                                  |               |       |       |                  |                  |                       |                       |       |       |

## Palmarés

### Campeonatos nacionales
| Título              | Club                    | País      | Año  |
| ------------------- | ----------------------- | --------- | ---- |
| Supercopa Argentina | Vélez Sarsfield         | Argentina | 2013 |
| Serie B de Ecuador  | 9 de Octubre            | Ecuador   | 2020 |
| Copa Ecuador        | Independiente del Valle | Ecuador   | 2022 |

### Campeonatos internacionales
| Título            | Club                    | Año  |
| ----------------- | ----------------------- | ---- |
| Copa Sudamericana | Independiente del Valle | 2022 |

### Campeonatos provinciales
| Título                       | Club         | Año  |
| ---------------------------- | ------------ | ---- |
| Segunda Categoría del Guayas | 9 de Octubre | 2019 |